# Konečně
Konečně è il secondo album in studio della cantante ceca Dasha, pubblicato il 27 ottobre 2017 su etichetta discografica Supraphon.

## Tracce
1. Věřím hvězdám – 3:02
2. Ztrať se v čase – 3:27
3. VIP – 3:02
4. Najednou – 3:43
5. Každý den – 3:11
6. Můžeš se splést – 4:25
7. Co dříme v nás – 4:34
8. Je mi fajn – 4:01
9. Over – 3:21
10. Přísáhám – 2:18

## Classifiche
| Classifica (2017) | Posizione massima |
| ----------------- | ----------------- |
| Repubblica Ceca   | 6                 |